# Б'ютт (округ, Айдахо)
Шаблон:StateAbbr_ 43°43′ пн. ш. 113°10′ зх. д. / 43.72° пн. ш. 113.17° зх. д.
Округ Б'ютт (англ. Butte County) — округ (графство) у штаті Айдахо, США. Ідентифікатор округу 16023.

## Історія
Округ утворений 1917 року.

## Демографія
За даними перепису
2000 року
загальне населення округу становило 2899 осіб, усе сільське.
Серед мешканців округу чоловіків було 1458, а жінок — 1441. В окрузі було 1089 домогосподарств, 803 родин, які мешкали в 1290 будинках.
Середній розмір родини становив 3,14.
Віковий розподіл населення поданий у таблиці:
| Стать    | До 15 років | 15-21 | 22-29 | 30-39 | 40-49 | 50-65 | 65-85 | Понад 85 |
| -------- | ----------- | ----- | ----- | ----- | ----- | ----- | ----- | -------- |
| Чоловіки | 351         | 152   | 96    | 157   | 220   | 264   | 199   | 19       |
| Жінки    | 336         | 127   | 97    | 175   | 235   | 256   | 185   | 30       |

## Суміжні округи
- Лемгай — північ
- Кларк — північний схід
- Джефферсон — схід
- Бінггем — південний схід
- Блейн — південний захід
- Кастер — північний захід

## Виноски
1. ↑  (unspecified title) — Москва: ВИНИТИ РАН, 1964. — С. 40. — 235 с.
2. ↑  U.S. Decennial Census. United States Census Bureau. Архів оригіналу за 26 квітня 2015. Процитовано 28 червня 2014.
3. ↑  Historical Census Browser. University of Virginia Library. Архів оригіналу за 11 серпня 2012. Процитовано 28 червня 2014.
4. ↑  Population of Counties by Decennial Census: 1900 to 1990. United States Census Bureau. Архів оригіналу за 30 жовтня 2014. Процитовано 28 червня 2014.
5. ↑  Census 2000 PHC-T-4. Ranking Tables for Counties: 1990 and 2000 (PDF). United States Census Bureau. Архів оригіналу (PDF) за 18 грудня 2014. Процитовано 28 червня 2014.
6. ↑  State & County QuickFacts. United States Census Bureau. Архів оригіналу за 16 квітня 2012. Процитовано 28 червня 2014. [Архівовано 2011-06-06 у Wayback Machine.](англ.) Наведено за англійською вікіпедією.
7. ↑  American FactFinder. Бюро перепису населення США. Архів оригіналу за 26 лютого 2012. Процитовано 31 січня 2008. [Архівовано 2008-05-21 у Wayback Machine.]

| США | Це незавершена стаття з географії США. Ви можете допомогти проєкту, виправивши або дописавши її. |